# Rebarbarafajok listája
A rebarbara (Rheum) a szegfűvirágúak (Caryophyllales) rendjébe, ezen belül a keserűfűfélék (Polygonaceae) családjába tartozó nemzetség.

## Rendszerezés
A nemzetségbe az alábbi 44 faj tartozik
- Rheum acuminatum Hook. f. & Thomson
- Rheum alexandrae Batalin
- Rheum altaicum Losinsk.
- Rheum australe D. Don
- Rheum compactum L.
- Rheum delavayi Franch.
- Rheum forrestii Diels
- Rheum glabricaule Sam.
- Rheum globulosum Gage
- Rheum hotaoense C.Y. Cheng & T.C. Kao
- Rheum × hybridum Murray
- Rheum inopinatum Prain
- Rheum kialense Franch.
- Rheum laciniatum Prain
- Rheum lhasaense A.J. Li & P.G. Xiao
- Rheum likiangense Sam.
- Rheum lucidum Losinsk.
- Rheum macrocarpum Losinsk.
- Rheum maculatum C.Y. Cheng & T.C. Kao
- Rheum moorcroftianum Royle
- Rheum nanum Siev. ex Pall.
- Rheum nobile Hook. f. & Thomson
- Rheum officinale Baill.
- Rheum palmatum L.
- Rheum przewalskyi Losinsk.
- Rheum pumilum Maxim.
- Rheum racemiferum Maxim.
- Rheum reticulatum Losinsk.
- Rheum rhabarbarum L.
- Rheum rhaponticum L. - típusfaj
- Rheum rhizostachyum Schrenk
- Rheum rhomboideum Losinsk.
- Rheum ribes L.
- Rheum spiciforme Royle
- Rheum subacaule Sam.
- Rheum sublanceolatum C.Y. Cheng & T.C. Kao
- Rheum tanguticum Maxim. ex Balf.
- Rheum tataricum L.f.
- Rheum tibeticum Maxim. ex Hook. f.
- Rheum turkestanicum Janisch.
- Rheum uninerve Maxim.
- Rheum webbianum Royle
- Rheum wittrockii C.E. Lundstr.
- Rheum yunnanense Sam.